# Debarwa
Debarwa är en gruvstad längs floden Marebs begynnelse i det eritreanska höglandet cirka 25 km söder om huvudstaden Asmara. Guld, koppar och silver har utvunnits ur denna stad sedan urminnes tider men stadens glansdagar kom under medeltiden då den utgjorde det medeltida kungadömet Bahr Negash huvudstad. Under 50-talet då Eritrea var i federation med Etiopien anlades en japansk koppargruva i staden som senare stängdes på grund av stridigheter i landet. Idag har utländska gruvbolag anlagt två nya gruvor i stadens utkanter som kommer att börja sin produktion år 2009. Staden är idag huvudstad i distriktet Tsilima, en del av Eritreas Debubprovins ("södra provinsen").